# 高嶺朝教
高嶺朝教（日语：／ Takamine Chōkyō，1869年2月6日—1939年1月12日），沖繩實業家、政治家。高嶺御殿十一世。

## 生平
出生在首里山川村（今那霸市首里山川町）。他是高嶺御殿十世高嶺按司朝長的長子。1882年，他與岸本賀昌、太田朝敷、謝花昇、今歸仁朝蕃等人一起，作為第一次縣費留學生，前往日本本土，先後入學於學習院、慶應義塾。1892年回到沖繩。
1893年9月，他與尚順、太田朝敷等人一起創辦《琉球新報》。1899年，原琉球王室尚家出資成立舊沖繩銀行，翌年，由他擔任行長。1909年，他參與第1次沖繩縣會議員選舉，就任第一代議長。1912年5月，他受到立憲政友會的公認，參加第11次眾議院議員總選舉，以最高票當選議員。但他於1914年辭去議員之職，據說是受到反政友會的沖繩縣知事大味久五郎的干涉。
此後，他於1921年至1926年期間擔任第一任首里市長。還擔任過沖繩電氣董事等職。
長子高嶺朝光是一位記者，曾擔任過沖繩時報的第一任代理社長。